# Worcester Agricultural Fairgrounds
Worcester Agricultural Fairgrounds era um local com dimensão de 20-acres (80,000 m²) em Worcester, Massachusetts do século 19. Era limitado pela Highland Street (ao norte), Sever Street (à leste), Cedar Street ou William Street (ao sul – fontes variam) e Agricultural (posteriormente Russell) Street (à oeste). O terreno estava à leste de um grande parque público chamado Elm Park. Hoje, a antiga propriedade contém  ruas, muitas casas e empresas, incluindo o Becker College.
O Fairgrounds era um local utilizado para feiras de agricultores e  uma pista de turfe, normalmente chamada de Driving Park. Passeios a cavalo eram comuns, antes da invenção do automóvel. O local é conhecido como sendo o estádio do time de beisebol da National League, Worcester Worcesters de 1880 até 1882. Como um estádio das grandes ligas é usualmente referido como Agricultural County Fair Grounds ou Worcester Driving Park Grounds.
Durante o jogo do dia 12 de junho de 1880, o arremessador do Worcester Lee Richmond conseguiu o primeiro jogo perfeito na história das grandes ligas. Um monumento de granito em homenagem ao feito de Richmond está presente no campus do Becker College.
O último jogo do clube local aconteceu em 29 de setembro de 1882, com o Troy Trojans batendo o Worcester por 10 a 7. Mas o local ainda receberia um jogo da grande liga em 1887, entre o Washington contra o Boston que foi relocado pois John Gaffney do Worcester atuava como treinador do Washington naquela temporada.
O Worcester Driving Park Grounds também foi palco de um jogo do Boston Red Stockings da National Association em 30 de outubro de 1874.